# Chiloglanis harbinger
Chiloglanis harbinger är en fiskart som beskrevs av Roberts, 1989. Chiloglanis harbinger ingår i släktet Chiloglanis och familjen Mochokidae. IUCN kategoriserar arten globalt som sårbar. Inga underarter finns listade i Catalogue of Life.